# Chennai Grand Masters
Das Chennai Grand Masters ist ein seit 2023 jährlich ausgetragenes Schachturnier für Großmeister in Chennai, Indien.

## Geschichte
Das Einladungsturnier wurde erstmals 2023 als Rundenturnier mit acht Teilnehmern ausgetragen. Aufgrund der kurzfristigen Realisierung des Turniers wurde Kritik geäußert, wonach das Turnier vor allem dazu dienen sollte, den indischen Spielern D. Gukesh und Erigaisi Arjun eine letzte Möglichkeit zur Qualifikation für das Kandidatenturnier 2024 zu geben. FIDE-Vizepräsident Viswanathan Anand stellte allerdings dazu fest, dass die Turnierorganisatoren sämtliche Regularien eingehalten haben. Tatsächlich gewann Gukesh das Turnier und qualifizierte sich mithilfe der Punkte als Zweitplatzierter des FIDE Circuit 2023 für das Kandidatenturnier, da der Erstplatzierte Fabiano Caruana bereits auf anderem Wege für das Turnier qualifiziert war.
2024 beendeten Erigaisi Arjun, Lewon Aronjan und Aravindh Chithambaram das Rundenturnier punktgleich mit 4½ Punkten auf dem ersten Platz. Im Tie-Break, der in Blitzpartien ausgetragen wurde, setzte sich zunächst Aronjan gegen Erigaisi durch, im anschließenden Finale musste sich Aronjan mit 0:2 Aravindh geschlagen geben. Das erstmals ausgetragene Challenger-Feld gewann V. Pranav mit 5½ Punkten.
Mit 7 Punkten sicherte sich Vincent Keymer den Gewinn der Austragung im Jahr 2025. In der Live-Elo-Weltrangliste rückte er durch diesen Erfolg zudem erstmals in die Top Ten vor. M. Pranesh gewann das Challenger-Turnier.

## Sieger
| # | Jahr | Masters               | Challenger        |
| - | ---- | --------------------- | ----------------- |
| 1 | 2023 | D. Gukesh             | nicht ausgetragen |
| 2 | 2024 | Aravindh Chithambaram | V. Pranav         |
| 3 | 2025 | Vincent Keymer        | M. Pranesh        |

## Ergebnisse

### 2023
| Platz | Spieler            | Elo-Zahl | 1 | 2 | 3 | 4 | 5 | 6 | 7 | 8 | Punkte | SoBe  |
| ----- | ------------------ | -------- | - | - | - | - | - | - | - | - | ------ | ----- |
| 1     | D. Gukesh          | 2720     | * | ½ | ½ | ½ | ½ | ½ | 1 | 1 | 4½     | 13,75 |
| 2     | Erigaisi Arjun     | 2727     | ½ | * | 0 | ½ | ½ | 1 | 1 | 1 | 4½     | 13,00 |
| 3     | P. Harikrishna     | 2696     | ½ | 1 | * | ½ | ½ | ½ | ½ | ½ | 4      | 14,25 |
| 4     | Pawlo Eljanow      | 2691     | ½ | ½ | ½ | * | ½ | 1 | 0 | 1 | 4      | 13,25 |
| 5     | Lewon Aronjan      | 2723     | ½ | ½ | ½ | ½ | * | ½ | ½ | ½ | 3½     | 12,25 |
| 6     | Parham Maghsoodloo | 2742     | ½ | 0 | ½ | 0 | ½ | * | 1 | 1 | 3½     | 10,00 |
| 7     | Sanan Sjugirow     | 2703     | 0 | 0 | ½ | 1 | ½ | 0 | * | ½ | 2½     | 8,50  |
| 8     | Alexander Predke   | 2689     | 0 | 0 | ½ | 0 | ½ | 0 | ½ | * | 1½     | 5,00  |

### 2024

#### Masters
| Platz | Spieler                | Elo-Zahl | 1 | 2 | 3 | 4 | 5 | 6 | 7 | 8 | Punkte |
| ----- | ---------------------- | -------- | - | - | - | - | - | - | - | - | ------ |
| 1     | Aravindh Chithambaram  | 2706     | * | ½ | 1 | ½ | ½ | 1 | ½ | ½ | 4½     |
| 2     | Lewon Aronjan          | 2739     | ½ | * | ½ | ½ | 1 | 1 | ½ | ½ | 4½     |
| 3     | Erigaisi Arjun         | 2799     | 0 | ½ | * | 1 | ½ | ½ | 1 | 1 | 4½     |
| 4     | Amin Tabatabaei        | 2686     | ½ | ½ | 0 | * | 1 | ½ | 1 | ½ | 4      |
| 5     | Maxime Vachier-Lagrave | 2737     | ½ | 0 | ½ | 0 | * | 1 | ½ | ½ | 3      |
| 6     | Parham Maghsoodloo     | 2712     | 0 | 0 | ½ | ½ | 0 | * | ½ | 1 | 2½     |
| 7     | Alexei Sarana          | 2679     | ½ | ½ | 0 | 0 | ½ | ½ | * | ½ | 2½     |
| 8     | Santosh Gujrathi Vidit | 2739     | ½ | ½ | 0 | ½ | ½ | 0 | ½ | * | 2½     |

Tie-Break
|  | Halbfinale | Halbfinale     | Halbfinale |  |  | Finale | Finale                | Finale |
|  |            |                |            |  |  |        |                       |        |
|  |            |                |            |  |  |        |                       |        |
|  |            | Lewon Aronjan  | 1½         |  |  |        |                       |        |
|  |            | Erigaisi Arjun | 1½         |  |  |        |                       |        |
|  |            |                |            |  |  |        | Lewon Aronjan         | 0      |
|  |            |                |            |  |  |        | Aravindh Chithambaram | 2      |
|  |            |                |            |  |  |        |                       |        |
|  |            |                |            |  |  |        |                       |        |
|  |            |                |            |  |  |        |                       |        |

Aravindh Chithambaram, Lewon Aronjan und Erigaisi Arjun gingen in einen Tie-Break, in dem zwei Blitzpartien ausgetragen wurden. Stand es dann noch immer Unentschieden, folgte eine Armageddon-Partie. Da Aravindh während des Rundenturniers gegen Erigaisi gewonnen hatte, erhielt dieser zunächst ein Freilos, sodass Aronjan und Erigaisi den Finalgegner Aravindhs ermittelten.

#### Challenger
| Platz | Spieler            | Elo-Zahl | 1 | 2 | 3 | 4 | 5 | 6 | 7 | 8 | Punkte |
| ----- | ------------------ | -------- | - | - | - | - | - | - | - | - | ------ |
| 1     | V. Pranav          | 2602     | * | ½ | ½ | 1 | 1 | ½ | 1 | 1 | 5½     |
| 2     | Leon Luke Mendonca | 2631     | ½ | * | ½ | 1 | ½ | ½ | 1 | 1 | 5      |
| 3     | Raunak Sadhwani    | 2677     | ½ | ½ | * | 1 | ½ | ½ | ½ | ½ | 4      |
| 4     | Murali Karthikeyan | 2625     | 0 | 0 | 0 | * | 1 | ½ | 1 | 1 | 3½     |
| 5     | Abhimanyu Puranik  | 2652     | 0 | ½ | ½ | 0 | * | 1 | ½ | 1 | 3½     |
| 6     | M. Pranesh         | 2580     | ½ | ½ | ½ | ½ | 0 | * | ½ | 1 | 3½     |
| 7     | D. Harika          | 2493     | 0 | 0 | ½ | 0 | ½ | ½ | * | ½ | 2      |
| 8     | R. Vaishali        | 2490     | 0 | 0 | ½ | 0 | 0 | 0 | ½ | * | 1      |